# Icunori Onodera
Icunori Onodera (japonsky 小野寺 五典, * 5. května 1960 v Kesennumě v prefektuře Mijagi) je japonský politik za Liberálně demokratickou stranu, od 26. prosince 2012 ministr obrany v kabinetu Šinzóa Abeho. Ve funkci nahradil Satošiho Morimotu.
V roce 1993 získal magisterský titul z politologie na Tokijské univerzitě.
Je ženatý a má dvě děti.